# Етидиев бромид
Етидиевият бромид (понякога съкращаван като EtBr) е интеркалиращо съединение, реагиращо с нуклеиновите киселини и използвано в молекулярната биология за визуализиране на ДНК и РНК посредством агарозна електрофореза. Когато се облъчи с ултравиолетова светлина, има оранжева флуоресценция.